# Spartathlon
Spartathlon, en español Espartatlón es un ultramaratón donde se recorren 246 kilómetros (152.85 millas) entre las ciudades griegas de Atenas y Esparta que se celebra desde 1983.

## Origen
El Espartatlón intenta seguir los pasos de Filípides, un mensajero ateniense enviado a Esparta en el año 490 a. C. a buscar ayuda contra los persas en la Batalla de Maratón. Filípides, según cuenta el historiador griego Heródoto, en las guerras persas, llegó a Esparta el día después de su partida. Heródoto escribió: "En ocasión de la que hablamos cuando Filípides fue enviado por los generales atenienses, y, según su propio relato, vio a Pan en su viaje, llegó a Esparta en el día siguiente después de dejar la ciudad de Atenas.".
Con base en este relato el comandante John Foden, de la Royal Air Force, y otros cuatro oficiales viajaron a Grecia en 1982 para probar si era posible cubrir los casi 250 kilómetros en un día y medio. Tres corredores tuvieron éxito en completar la distancia: John Foden (37:37), John Scholtens (34:30) y John McCarthy en (39:00). Al año siguiente, un equipo de entusiastas (británicos, griegos y de otras nacionalidades) de la Cámara Británica de Comercio Helénica en Atenas, dirigido por Michael Callaghan, organizó el primer Espartatlón Internacional Abierto. El evento se corrió bajo los auspicios de SEGAS, la Asociación Helénica de Atletismo Amateur.

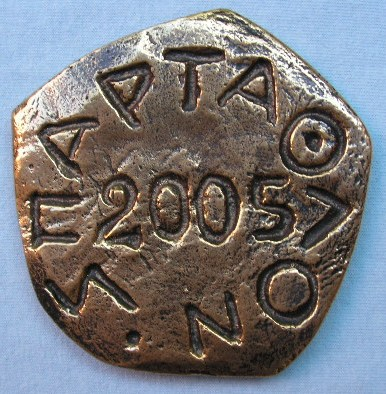
Medalla de finalista.

## La carrera
La carrera empieza a las 7:00 a. m., por lo general el último viernes cada mes de septiembre, a los pies de la Acrópolis de Atenas hacia la costa y se extiende a lo largo de la costa hacia Corinto a través de Eleusis, Megara y Cineta. La ruta llega al Canal de Corinto, a los 78,5 kilómetros, y los corredores pasan el primero de los seis principales puntos de control a los 81 kilómetros.
Después de Corinto, la carrera se dirige hacia la antigua Corinto, Nemea, Lyrkia y a los 159 kilómetros alcanza la cima del monte Partenio. Desde allí, continúa hacia el sur, hacia Nestani y Tegea, justo antes de la marca de 200 km. Aquí, según Heródoto, Filípides tuvo una visión del dios Pan. Finalmente los corredores llegan hasta Sparti, en cuya calle principal termina la carrera.
Los corredores deben pasar por los 75 puestos de control en el camino y cada uno tiene un horario de cierre. Los corredores fuera del corte pueden ser retirados de la carrera, aunque la tardanza en la primera mitad de la carrera es generalmente tolerada. Esta tolerancia comienza a desaparecer después del atardecer, y en el último tercio de la carrera los organizadores pueden retirar a los corredores que están fuera del límite de tiempo o que presentan una fatiga extrema.
La meta es la estatua de Leónidas, el rey espartano que pereció en las Termópilas durante la segunda guerra médica. Los corredores que terminaron la carrera reciben una rama de laurel y agua entregadas por jóvenes mujeres estudiantes ataviadas con el quitón de la Grecia Antigua, también son honrados con la ejecución de su himno nacional. A diferencia de Filípides, no deben retornar a Atenas.

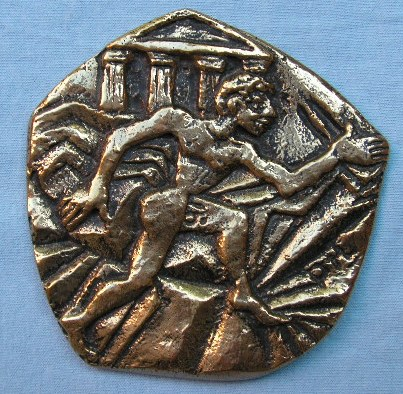
Reverso de la medalla.

## Requisitos de acceso
Para poder participar en esta carrera es necesario cumplir al menos uno de los siguientes requisitos:
- Haber terminado una carrera de al menos 100 km en menos de 10 horas (masculino) o 10 horas y 30 minutos (femenino).
- Haber competido en un evento de más de 200 km  y completarlo en menos de 29 horas (masculino) o 30 horas (femenino).
- Haber realizado el Espartatlón en los dos años anteriores y llegado al puesto de control de Nestani a 172 km en menos de 24 horas y 30 minutos.

Estos criterios se han hecho más estrictos y se ha introducido una votación previa, ya que el creciente prestigio de la carrera y el aumento gradual en el número de atletas clasificados hacen que haya un exceso de solicitudes. Aquellos deportistas de alto rendimiento que excedan los criterios por un amplio margen pueden evitar la votación y calificar automáticamente. 

## Ganadores

### Masculino
| Año  | 1.º                            | Nacionalidad   | Tiempo                       | 2.º                        | Nacionalidad    | Tiempo   | 3.º                            | Nacionalidad    | Tiempo   |
| ---- | ------------------------------ | -------------- | ---------------------------- | -------------------------- | --------------- | -------- | ------------------------------ | --------------- | -------- |
| 2023 | Fotis Zisimopoulos             | Grecia         | 19:55:09 (Récord de carrera) | Simen Holvik               | Noruega         | 22:17:23 | Fernando Andrés Martínez Roman | Uruguay         | 23:32:59 |
| 2022 | Fotis Zisimopoulos             | Grecia         | 21:00:48                     | Toru Somiya                | Japón           | 21:18:04 | Yoshihiko Ishikawa             | Japón           | 23:06:45 |
| 2021 | Fotis Zisimopoulos             | Grecia         | 21:57:36                     | Radek Brunner              | República Checa | 23:17:49 | Milan Sumny                    | República Checa | 23:53:19 |
| 2019 | Bódis Tamás                    | Hungría        | 23:29:24                     | Csécsei Zoltán             | Hungría         | 24:16:59 | Radek Brunner                  | República Checa | 24:26:20 |
| 2018 | Yoshihiko Ishikawa             | Japón          | 22:55:13                     | Radek Brunner              | República Checa | 23:37:25 | João Oliveira                  | Portugal        | 24:34:30 |
| 2017 | Aleksandr Sorokin              | Lituania       | 22:04:04                     | Radek Brunner              | República Checa | 22:49:37 | Nikolaos Sideridis             | Grecia          | 22:58:40 |
| 2016 | Andrzej Radzikowski            | Polonia        | 23:02:23                     | Marco Bonfiglio            | Italia          | 23:36:58 | Radek Brunner                  | República Checa | 24:07:29 |
| 2015 | Florian Reus                   | Alemania       | 23:17:31                     | Dan Lawson                 | Reino Unido     | 23:53:32 | Hansen Kim                     | Dinamarca       | 23:54:37 |
| 2014 | Ivan Cudin                     | Italia         | 22:29:29                     | Florian Reus               | Alemania        | 23:57:13 | Andrzej Radzikowski            | Polonia         | 25:49:05 |
| 2013 | João Oliveira                  | Portugal       | 23:29:08                     | Florian Reus               | Alemania        | 25:29:54 | Ivan Cudin                     | Italia          | 25:54:49 |
| 2012 | Stu Thoms                      | Alemania       | 26:28:19                     | Tetsuo Kiso                | Japón           | 26:36:23 | Markus Thalmann                | Austria         | 27:14:25 |
| 2011 | Ivan Cudin                     | Italia         | 22:57:40                     | Yuji Sakai                 | Japón           | 24:22:24 | Michael Vanicek                | Alemania        | 24:55:59 |
| 2010 | Ivan Cudin                     | Italia         | 23:03:06                     | Jan Albert Lantink         | Países Bajos    | 23:31:00 | Jan Prochaska                  | Alemania        | 24:56:00 |
| 2009 | Ryōichi Sekiya                 | Japón          | 23:48:24                     | Lars Skytte Christoffersen | Dinamarca       | 24:32:00 | Jon Harald Berge               | Noruega         | 25:10:00 |
| 2008 | Scott Jurek                    | Estados Unidos | 22:20:01                     | Markus Thalmann            | Austria         | 24:52:09 | Lars Skytte Christoffersen     | Dinamarca       | 25:29:41 |
| 2007 | Scott Jurek                    | Estados Unidos | 23:12:14                     | Piotr Kurylo               | Polonia         | 24:29:41 | Valmir Nunes                   | Brasil          | 25:37:40 |
| 2006 | Scott Jurek                    | Estados Unidos | 22:52:18                     | Ryōichi Sekiya             | Japón           | 24:14:11 | Masayuki Ohtaki (Otaki, Ōtaki) | Japón           | 25:19:12 |
| 2005 | Jens Lukas                     | Alemania       | 24:20:39                     | Jean-Jacques Moros         | Francia         | 25:03:30 | Markus Thalmann                | Austria         | 26:34:42 |
| 2004 | Jens Lukas                     | Alemania       | 25:49:59                     | Markus Thalmann            | Austria         | 26:20:02 | Martin Juri                    | Australia       | 27:19:15 |
| 2003 | Markus Thalmann                | Austria        | 23:28:24                     | Valmir Nunes               | Brasil          | 25:30:35 | Jean-Jacques Moros             | Francia         | 26:26:16 |
| 2002 | Ryōichi Sekiya                 | Japón          | 23:47:54                     | Markus Thalmann            | Austria         | 25:16:56 | Jeffry Oonk                    | Países Bajos    | 26:58:55 |
| 2001 | Valmir Nunes                   | Brasil         | 23:18:05                     | Jens Lukas                 | Alemania        | 24:46:51 | Ryōichi Sekiya                 | Japón           | 25:27:30 |
| 2000 | Masayuki Ohtaki (Otaki, Ōtaki) | Japón          | 24:01:10                     | Jens Lukas                 | Alemania        | 24:59:54 | Cees Verhagen                  | Países Bajos    | 25:35:50 |
| 1999 | Jens Lukas                     | Alemania       | 25:38:03                     | Jean Pierre Guyomarch      | Francia         | 27:08:57 | Jun Onoki                      | Japón           | 27:16:36 |
| 1998 | Kostas Reppos                  | Grecia         | 25:11:41                     | Kenzi(Kenji) Okiyama       | Japón           | 26:13:13 | James Zarei                    | Reino Unido     | 26:44:04 |
| 1997 | Constantinos Repos             | Grecia         | 23:37:00                     | Kenji Okiyama              | Japón           | 25:55:00 | Rune Larsson                   | Suecia          | 28:11:00 |
| 1996 | Roland Vuillemenot             | Francia        | 26:21:00                     | Mravlje Dusan              | Eslovenia       | 27:55:00 | Roy Pirrung                    | Estados Unidos  | 27:56:32 |
| 1995 | James Zarei                    | Reino Unido    | 25:59:42                     | Vasilios Chalkias          | Grecia          | 27:49:46 | Kazuyoshi Ikeda                | Japón           | 28:12:00 |
| 1994 | James Zarei                    | Reino Unido    | 26:15:00                     | Kenji Okiyama              | Japón           | 25:55:00 | Peeter Kirppu                  | Estonia         | 26:07:00 |
| 1993 | Rune Larsson                   | Suecia         | 25:57:12                     | Jean-Claude Lapeyrigne     | Francia         | 29:48:00 | Schutze W.D.                   | Alemania        | 29:50:38 |
| 1992 | Rusko Kantief                  | Bulgaria       | 24:08:13                     | Paul Beckers               | Bélgica         | 25:05:48 | Roy Pirrung                    | Estados Unidos  | 28:33:02 |
| 1991 | Seppo Tapio Leinonen           | Finlandia      | 30:25:07                     | János Bogár                | Hungría         | 24:15:31 | George Stoakes                 | Reino Unido     | 30:50:35 |
| 1990 | Yiannis Kouros                 | Grecia         | 21:57:00                     | János Bogár                | Hungría         | 24:49:19 | Rune Larsson                   | Suecia          | 25:28:48 |
| 1989 | János Bogár                    | Hungría        | 24:15:31                     | Rune Larsson               | Suecia          | 24:42:05 | Seiichi Morikawa               | Japón           | 26:08:18 |
| 1988 | Rune Larsson                   | Suecia         | 24:42:05                     | James Zarei                | Irán            | 25:59:42 | Georges Makris                 | Grecia          | 26:47:00 |
| 1987 | Rune Larsson                   | Suecia         | 24:41:46                     | Patrick Macke              | Reino Unido     | 26:41:51 | James Zarei                    | Reino Unido     | 27:27:16 |
| 1986 | Yiannis Kouros                 | Grecia         | 21:51:00                     | Erno Kies-Kiraly           | Hungría         | 26:07:00 | Peter Mann                     | Alemania        | 26:41:00 |
| 1985 | Patrick Macke                  | Reino Unido    | 23:18:00                     | Dusan Mravlje              | Yugoslavia      | 24:39:22 | Jean Calbera                   | Francia         | 24:42:00 |
| 1984 | Yiannis Kouros                 | Grecia         | 20:25:00                     | Dusan Mravlje              | Yugoslavia      | 23:44:00 | Patrick Macke                  | Reino Unido     | 24:32:05 |
| 1983 | Yiannis Kouros                 | Grecia         | 20:29:04                     | Dusan Mravlje              | Yugoslavia      | 24:40:38 | Alan Fairbrother               | Reino Unido     | 27:39:14 |

- Scott Jurek (2007), corrió toda la carrera con un dedo del pie fracturado.

### Mujeres
| Año  | 1.º                               | Nacionalidad   | Tiempo                       | 2.º                                             | Nacionalidad    | Tiempo   | 3.º                  | Nacionalidad   | Tiempo   |
| ---- | --------------------------------- | -------------- | ---------------------------- | ----------------------------------------------- | --------------- | -------- | -------------------- | -------------- | -------- |
| 2023 | Camille Herron                    | Estados Unidos | 22:35:31 (Récord de carrera) | Noora Honkala                                   | Finlandia       | 23:23:03 | Satu Lipiainen       | Finlandia      | 23:48:34 |
| 2022 | Diana Dzaviza                     | Letonia        | 25:03:07                     | Marisa Lizak                                    | Estados Unidos  | 25:34:00 | Mica Morgan          | Estados Unidos | 27:23:44 |
| 2021 | Diana Dzaviza                     | Letonia        | 25:24:25                     | Zsuzsanna Maraz                                 | Hungría         | 26:00:14 | Noora Honkala        | Finlandia      | 26:27:14 |
| 2019 | Zsuzsanna Maraz                   | Hungría        | 30:16:18                     | Irina Masanova                                  | Rusia           | 31:18:08 | Natasa Robnik        | Eslovenia      | 32:15:31 |
| 2018 | Zsuzsanna Maraz                   | Hungría        | 27:05:28                     | Kateřina Kašparová                              | República Checa | 27:47:16 | Teija Honkonen       | Finlandia      | 28:36:08 |
| 2017 | Patrycja Bereznowska              | Polonia        | 24:48:18                     | Zsuzsanna Maraz                                 | Hungría         | 25:43:40 | pl                   | Polonia        | 26:28:48 |
| 2016 | Katalin Nagy                      | Estados Unidos | 25:22:26                     | Smith Pam                                       | Estados Unidos  | 27:11:53 | Zsuzsanna Maraz      | Hungría        | 27:44:01 |
| 2015 | Katalin Nagy                      | Estados Unidos | 25:07:12                     | Alyson Venti                                    | Estados Unidos  | 26:50:51 | Szilvia Lubics       | Hungría        | 29:18:44 |
| 2014 | Szilvia Lubics                    | Hungría        | 26:53:40                     | Katalin Nagy                                    | Estados Unidos  | 28:55:03 | Eva Esnaola          | España         | 30:52:41 |
| 2013 | Szilvia Lubics                    | Hungría        | 28:03:04                     | Antje Krause                                    | Alemania        | 30:07:15 | Heike Bergmann       | Alemania       | 30:22:03 |
| 2012 | Elizabeth Hawker                  | Reino Unido    | 27:02:17                     | Leonie van den Haak                             | Países Bajos    | 28:42:36 | Szilvia Lubics       | Hungría        | 29:45:56 |
| 2011 | Szilvia Lubics                    | Hungría        | 29:07:39                     | Ruth Podgornik Res                              | Eslovenia       | 32:17:19 | Mimi Anderson        | Reino Unido    | 32:33:23 |
| 2010 | Emily Gelder                      | Reino Unido    | 30:17:03                     | Heather Fouwdlink-Hawker                        | Reino Unido     | 32:43:00 | Yoshiko Matsuda      | Japón          | 33:31:00 |
| 2009 | Sumie Inagaki                     | Japón          | 27:39:49                     | Yoshiko Matsuda                                 | Japón           | 31:16:00 | Lisa Bliss           | Estados Unidos | 32:27:00 |
| 2008 | Sook-Hue Hur                      | Corea del Sur  | 30:03:22                     | Stacey Bunton                                   | Estados Unidos  | 31:25:59 | Heinlein Marika      | Alemania       | 31:39:19 |
| 2007 | Akiko Sakamoto                    | Japón          | 31:09:24                     | Vrigitte Bec                                    | Francia         | 31:56:03 | Kimie Noto           | Japón          | 32:11:05 |
| 2006 | Sumie Inagaki                     | Japón          | 28:37:20                     | Takako Furuyama                                 | Japón           | 31:40:31 | Mary Larsson-Hanudel | Estados Unidos | 31:41:56 |
| 2005 | Kimie Noto                        | Japón          | 30:23:07                     | Elke Streicher                                  | Alemania        | 32:19:59 | Anke Drescher        | Alemania       | 32:52:23 |
| 2004 | Kimie Noto                        | Japón          | 29:57:40                     | Hiroko Okiyama                                  | Japón           | 31:01:17 | Anke Drescher        | Alemania       | 32:55:26 |
| 2003 | Akiko Sakamoto                    | Japón          | 29:07:44                     | Sumie Inagaki                                   | Japón           | 29:38:54 | Barbara Szlachetka   | Alemania       | 31:50:23 |
| 2002 | Irina Reutovich                   | Rusia          | 28:10:48                     | Hiroko Okiyama                                  | Japón           | 30:25:49 | Mayumi Okabe         | Japón          | 31:33:35 |
| 2001 | Alzira Portela-Lario              | Portugal       | 30:31:41                     | Kimie Funada(later Kimie Noto)                  | Japón           | 33:49:17 | Heike Pawzik         | Alemania       | 34:41:10 |
| 2000 | Hiroko Okiyama                    | Japón          | 29:16:37                     | Mary Larsson                                    | Estados Unidos  | 30:56:16 | Helga Backhaus       | Alemania       | 31:35:24 |
| 1999 | Anny Monot                        | Francia        | 35:38:08                     | Kimie Funada(later Kimie Noto)                  | Japón           | 35:41:31 | -                    | -              | -        |
| 1998 | Mary Larsson                      | Suecia         | 28:46.58                     | Kimie Funada(later Kimie Noto)                  | Japón           | 29:32:21 | Helga Backhaus       | Alemania       | 29:53:49 |
| 1997 | Helga Backhaus                    | Alemania       | 30:39:00                     | Kimie Funada(later Kimie Noto)                  | Japón           | 33:36:00 | Heike Pawzik         | Alemania       | 33:46:00 |
| 1996 | Helga Backhaus                    | Alemania       | 29:33:00                     | Kimie Funada(later Kimie Noto)                  | Japón           | 33:36:00 | Heike Pawzik         | Alemania       | 33:46:00 |
| 1995 | Kimie Funada (later Kimie Noto)   | Japón          | 29:32:21                     | Helga Backhaus                                  | Alemania        | 30:41:00 | Miyako Yoshikoshi    | Japón          | 35:40:31 |
| 1994 | Helga Backhaus                    | Alemania       | 30:39:00                     | Kazuko Kaihata                                  | Japón           | 34:12:17 | Miyako Yoshikoshi    | Japón          | 34:33:21 |
| 1993 | Sigrid Lomsky                     | Alemania       | 32:46:17                     | Marie Bertrand                                  | Francia         | 33:47:12 | Miyako Yoshikoshi    | Japón          | 34:18:00 |
| 1992 | Hilary Walker                     | Reino Unido    | 31:23:30                     | Mary Hanudel-Larsson                            | Estados Unidos  | 33:47:00 | Miyako Yoshikoshi    | Japón          | 33:47:52 |
| 1991 | Ursula Blasberg                   | Alemania       | 34:42:45                     | -                                               | -               | -        | -                    | -              | -        |
| 1990 | Anne-Marie Deguilhem              | Francia        | 34:07:41                     | Pascale Mahe                                    | Francia         | 35:08:03 | Mary Hanudel-Larsson | Estados Unidos | 35:31:30 |
| 1989 | Mary Hanudel (later Mary Larsson) | Estados Unidos | 31:57:23                     | Monika Kuno                                     | Alemania        | 34:10:00 | Eiko Endo            | Japón          | 34:36:49 |
| 1988 | -                                 | -              | -                            | -                                               | -               | -        | -                    | -              | -        |
| 1987 | Hilary Walker                     | Reino Unido    | 31:23:30                     | Waltraud Reisert                                | Alemania        | 35:31:56 | -                    | -              | -        |
| 1986 | Mary Hanudel (later Mary Larsson) | Estados Unidos | 31:46:45                     | Waltraud Reisert                                | Alemania        | 33:21:00 | -                    | -              | -        |
| 1985 | Mary Hanudel (later Mary Larsson) | Estados Unidos | 34:10                        | -                                               | -               | -        | -                    | -              | -        |
| 1984 | Mary Hanudel (later Mary Larsson) | Estados Unidos | 30:27:00                     | Marcy Schwam Lorna Richey (later Lorna Michael) | Estados Unidos  | 34:15:10 | -                    | -              | -        |
| 1983 | Eleanor Robinson (formerly Adams) | Reino Unido    | 32:37:52                     | -                                               | -               | -        | -                    | -              | -        |

### Los 50 mejores tiempos
|     | Atleta                 | Tiempo   | País           | Año  | Lugar | Edad |
| --- | ---------------------- | -------- | -------------- | ---- | ----- | ---- |
| 1.  | Yiannis Kouros         | 20:25:00 | Grecia         | 1984 | 1     | 28   |
| 2.  | Yiannis Kouros         | 20:29:04 | Grecia         | 1983 | 1     | 27   |
| 3.  | Yiannis Kouros         | 21:51:00 | Grecia         | 1986 | 1     | 30   |
| 4.  | Yiannis Kouros         | 21:57:00 | Grecia         | 1990 | 1     | 34   |
| 5.  | Scott Jurek            | 22:20:01 | Estados Unidos | 2008 | 1     | 34   |
| 6.  | Ivan Cudin             | 22:29:29 | Italia         | 2014 | 1     | 39   |
| 7.  | Scott Jurek            | 22:52:18 | Estados Unidos | 2006 | 1     | 32   |
| 8.  | Ivan Cudin             | 22:57:40 | Italia         | 2011 | 1     | 36   |
| 9.  | Ivan Cudin             | 23:03:06 | Italia         | 2010 | 1     | 35   |
| 10. | Patrick Macke          | 23:08:41 | Reino Unido    | 1990 | 2     | 35   |
| 11. | Scott Jurek            | 23:12:14 | Estados Unidos | 2007 | 1     | 33   |
| 12. | Florian Reus           | 23:17:31 | Alemania       | 2015 | 1     | 31   |
| 13. | Patrick Macke          | 23:18:00 | Reino Unido    | 1985 | 1     | 30   |
| 14. | Valmir Nunes           | 23:18:05 | Brasil         | 2001 | 1     | 37   |
| 15. | Markus Thalmann        | 23:28:24 | Austria        | 2003 | 1     | 39   |
| 16. | Joao Oliveira          | 23:29:08 | Portugal       | 2013 | 1     | 36   |
| 17. | Jan Lantink            | 23:31:22 | Países Bajos   | 2010 | 2     | 52   |
| 18. | Kostas Reppos          | 23:37:00 | Grecia         | 1997 | 1     | 31   |
| 19. | Dušan Mravlje          | 23:44:00 | Yugoslavia     | 1985 | 2     | 32   |
| 20. | Ryōichi Sekiya         | 23:47:54 | Japón          | 2002 | 1     | 35   |
| 21. | Ryōichi Sekiya         | 23:48:24 | Japón          | 2009 | 1     | 42   |
| 22. | Dan Lawson             | 23:53:32 | Reino Unido    | 2015 | 2     | 42   |
| 23. | Kim Hansen             | 23:54:37 | Dinamarca      | 2015 | 3     | 40   |
| 24. | Florian Reus           | 23:57:13 | Alemania       | 2014 | 2     | 30   |
| 25. | Ohtaki Masayuki        | 24:01:10 | Japón          | 2000 | 1     | 34   |
| 26. | Rusko Kantief          | 24:08:13 | Bulgaria       | 1992 | 1     | 34   |
| 27. | Ryōichi Sekiya         | 24:14:11 | Japón          | 2006 | 2     | 39   |
| 28. | Bogár János            | 24:15:31 | Hungría        | 1991 | 1     | 27   |
| 29. | Jens Lukas             | 24:20:39 | Alemania       | 2005 | 1     | 39   |
| 30. | Piotr Kurylo           | 24:29:41 | Polonia        | 2007 | 2     | 35   |
| 31. | Lars Christoffers      | 24:31:45 | Dinamarca      | 2009 | 2     | 37   |
| 32. | Patrick Macke          | 24:32:05 | Reino Unido    | 1989 | 1     | 34   |
| 33. | Dušan Mravlje          | 24:39:22 | Yugoslavia     | 1983 | 2     | 30   |
| 34. | Dušan Mravlje          | 24:40:38 | Yugoslavia     | 1984 | 2     | 31   |
| 35. | Rune Larsson           | 24:41:46 | Suecia         | 1987 | 1     | 31   |
| 36. | Jean-Dominique Calbera | 24:42:00 | Francia        | 1985 | 3     | 37   |
| 37. | Rune Larsson           | 24:42:05 | Suecia         | 1988 | 1     | 32   |
| 38. | Jens Lukas             | 24:46:51 | Alemania       | 2001 | 2     | 35   |
| 39. | Bogár János            | 24:49:19 | Hungría        | 1990 | 3     | 26   |
| 40. | Markus Thalmann        | 24:52:09 | Austria        | 2008 | 2     | 44   |
| 41. | Jan Prockaska          | 24:55:58 | Alemania       | 2010 | 3     | 44   |
| 42. | Jens Lukas             | 24:59:54 | Alemania       | 2000 | 2     | 34   |
| 43. | Jean-Jacques Moros     | 25:03:30 | Francia        | 2005 | 2     | 35   |
| 44. | Paul Beckers           | 25:05:48 | Bélgica        | 1992 | 2     | 30   |
| 45. | Katalin Nagy           | 25:07:12 | Estados Unidos | 2015 | 4     | 36   |
| 46. | Jon Berge              | 25:09:38 | Noruega        | 2009 | 3     | 40   |
| 47. | Kostas Reppos          | 25:11:41 | Grecia         | 1998 | 1     | 32   |
| 48. | Markus Thalmann        | 25:16:56 | Austria        | 2002 | 2     | 38   |
| 49. | Masayuki Ohtaki        | 25:19:12 | Japón          | 2006 | 3     | 40   |
| 50. | Ryōichi Sekiya         | 25:27:30 | Japón          | 2001 | 3     | 34   |